# 若林栄作
若林 栄作（わかばやし えいさく）は、日本の元アマチュア野球選手（主に投手）。

## 経歴・人物
尼崎高等学校で遊撃手として活躍していた。1963年夏の県大会4回戦で、市立西宮高校に惜敗した。高校卒業後に小西酒造に入社する。その後、1971年の都市対抗野球の1回戦で本田技研の河本昭人との投げ合いの末に、勝利した。しかし、2回戦で強豪の新日本製鐵広畑に敗れた。当大会で優秀選手に選ばれた。また、この年の産業対抗野球でも優秀選手に選ばれた。
同年のドラフト会議で阪神から6位指名を受けたが、入団を拒否し、チームに残留した。
その後1973年の都市対抗野球でも優秀選手に選ばれた。